# إيفان أندرسون
إيفان أندرسون (بالإنجليزية: Ivan Anderson)‏ (13 أغسطس 1944 - ) هو لاعب كريكت أيرلندي. شارك مع منتخب أيرلندا للكريكت.